# Lokhim
Lokhim (en népalais : लोखिम) est un comité de développement villageois du Népal situé dans le district de Solukhumbu. Au recensement de 2011, il comptait 3 552 habitants.